# Salonsaari (ö i Kajanaland, Kehys-Kainuu, lat 65,07, long 29,15)
Salonsaari är en ö i Finland. Den ligger i sjön Kiantajärvi och i kommunen Suomussalmi i den ekonomiska regionen  Kehys-Kainuu  och landskapet Kajanaland, i den centrala delen av landet, 600 km norr om huvudstaden Helsingfors. Öns area är 4,27 kvadratkilometer och dess största längd är 4 kilometer i nord-sydlig riktning.